# Швецов, Валерий Валентинович
Валерий Валентинович Швецов (род. 25 мая 1940, Штергрес (Штеровка), Антрацитовский район, Луганская область) — советский и украинский скульптор, профессор, заведующий кафедрой скульптуры академии искусств Украины. Член Союза художников СССР. Заслуженный деятель искусств УССР (1981).
Учился у В. Луцака, А. Горской, Г. Лысенко, В. Бородая.

## Реализованые проекты
- Рельеф «Леся Украинка с героями своих произведений» в Киевском русском драматическом театре им. Леси Украинки (1975)
- Памятник Менделееву, Киев (1995)[2]
- Орден «Ярослав Мудрый» (1995)[2]
- Памятник Андрею Первозванному, Киев (1999)[2]
- Памятник Сагайдачному, Киев (2000)[2]
- монета Нацбанка Украины «Саломея Крушельницкая»[2]